# 橋本大智
橋本 大智（はしもと だいち、1989年7月6日 - ）は、日本の元男子バレーボール選手である。

## 来歴
大分県大分市出身。母と兄の影響で8歳の頃からバレーボールを始める。
大分工業高等学校、東亜大学を経て、2011/12シーズン、V・プレミアリーグ（当時のVリーグ1部リーグ）に所属するサントリーサンバーズの内定選手となった。
2012年、大学卒業後に、サントリーサンバーズに入団した。しかし、入団当初に大きな負傷を負い、長期離脱を強いられる。
2013/14シーズンにV・プレミアリーグの試合に出場し、Vリーグデビューを果たした。大きな負傷を乗り越え試合出場を重ねた。
2016年、2015/16 V・プレミアリーグ終了をもって現役を引退した。

## 所属チーム
- 大分工業高等学校（2005-2008年）
- 東亜大学（2008-2012年）
- サントリーサンバーズ（2012-2016年）